# گورنگا لاپاشتیتسا
گورنگا لاپاشتیتسا (به صربی: Gornja Lapaštica) یک روستا در صربستان است که در مدوجا واقع شده‌است. گورنگا لاپاشتیتسا ۱۹۴ نفر جمعیت دارد.